# Галерија грбова Холандије
Галерија грбова Холандије обухвата актуелни грб Холандије, њене историјске грбове, као и грбове њених 12 провинција и 3 специјалне прекоокеанске општине. Галерија обухвата и грбове конститутивних ентитета Краљевине Холандије.

## Грб Краљевине Холандије
- Већи грб
 Холандије 
 (1839-данас)
- Средњи грб
 Холандије 
 (1839-данас)
- Мањи грб
 Холандије 
 (1839-данас)

## Историјски грбови Холандије
- Грб 
Хабзбуршке Низоземске 
 (1482–1581)
- Мањи грб
 Низоземске републике 
 (1581–1795)
- Већи грб
 Низоземске републике 
 (1581–1795)
- Грб
 Батавијске републике 
 (1795–1806)
- Грб 
Краљевства Холандија 
 (1806–1810)
- Грб 
Суверена Кнежевина Уједињене Нозоземске 
 (1810–1815)
- Грб
 Уједињене Краљевине Низоземске 
 (1815–1839)

## Холандске провинције
- Грб
Дрентеа
- Грб
Флеволандa
- Грб
Фризије
- Грб
Хелдерланда
- Грб
Гронингена
- Грб
Лимбург
- Грб
Северног Брабанта
- Грб
Северне Холандије
- Грб
Оверејсела
- Грб
Утрехта
- Грб
Зеланда
- Грб
Јужне Холандије

## Специјалне прекоокеанске општине
- Грб
Бонера
- Грб
Светог Еустахија
- Грб
Сабе

## Конститутивни ентитети Краљевине Холандије
- Грб
 Холандије
- Грб
Арубе
- Грб
Курасаоа
- Грб
Светог Мартина

### Грбови бивших Холандских Антила
- Грб
 Холандских Антила 
 (1964-1986)
- Грб
 Холандских Антила 
 (1986-2010)